# Isterning
Isterninger er små terningformede stykker is, som bruges til at nedkøle læskedrikke. Isterninger foretrækkes ofte frem for knust is, fordi de smelter langsommere; De er standard i de cocktails, som kræver is, hvorefter drinken siges at være "on the rocks."
Isterninger laves ved at fylde en isterningeform med vand, og placere den i en fryser.
Isterninger produceres også kommercielt, og sælges en gros; disse isterninger er, på trods af navnet, ofte cylinderformede, og har tit et hul i midten. Et interessant karaktertræk ved disse isterninger er, at de er fuldstændigt gennemsigtige, og dermed mangler den uklarhed, som kan ses i midten af hjemmelavede isterninger. Dette er fordi maskinen laver isterningerne i tynde lag ad gangen, i stedet for at fryse alt vandet, som isterningerne består af, på én gang.
Uklare isterninger er resultatet når vandet fryses hurtigt. Når vandet langsomt nedkøles, har opløste gasser og mikroskopiske bobler en mulighed for at forlade vandet. Når vandet nedkøles hurtigt, vil disse bobler blive frosset fast.
Traditionelt serveres drinks i Europa med eller uden isterninger, mens de i USA serveres med. I Indien og andre steder på Jorden, er det traditionelt set som usundt at drikke noget med is i; den dag i dag er der stadig mange ældre indere, der nægter at bruge det. 
Isterningposen til engangsbrug blev opfundet og patenteret i 1978 af den danske opfinder Erling Vangedal-Nielsen,  som blev inspireret til at gøre det efter at have tilbragt en nat med venner, hvor deres behov for is var større end det, der kunne skaffes af isterningbakker. Han fyldte derfor almindelige fryseposer med vand og frøs dem ned. Isen skulle efterfølgende deles med en hammer i denne første prototype.  Designet blev efterfølgende revideret til at indeholde individuelle rum for hver isterning med en forsegling ved posens indgangspunkt. Isterningposen er efterfølgende blevet markedsført og adopteret over hele verden. 